# Myitnge
Myitnge (birm. မြစ်ငယ်) – rzeka w Mjanmie o długości 528 km i powierzchni zlewni 29 630 km², dopływ Irawadi. Średnia roczna zasobność wodna wynosi 24 000 mln m³. Źródła rzeki znajdują się w prowincji Junnan w Chinach. Przed ujściem do Irawadi rozdziela się na dwie odnogi, z których wschodnia zachowuje nazwę. Na wyspie uformowanej przez odnogi wzniesiona została dawna stolicy Mjanmy – Ava.